# 乌尼夫拉伏拉

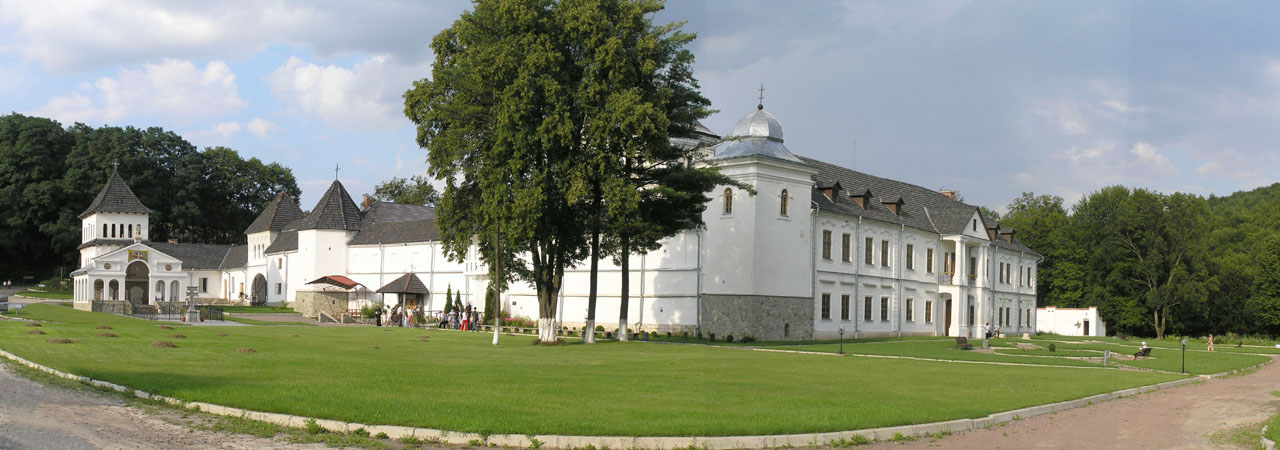

圣母幈幪乌尼夫拉伏拉（烏克蘭語：Свято-Успенська Унівська Лавра Студійського уставу）是乌克兰希腊礼天主教会唯一的拉伏拉，位于利維夫州利維夫區的烏尼夫村。該修道院拥有约100名修士。
原本是一座东正教修道院，由西奥多建立于约1400年。15世纪墙壁的一部分保存了下来。修道院四周环绕着高耸的城墙和一条深壕沟。教堂供奉圣母升天，它是在1548年鞑靼袭击之后建成的，看起来像一个小堡垒。1630年代的两层钟楼位于附近。
在18世纪，乌尼夫开设了一间印刷厂。该修道院在1790年被解散。米哈伊洛·列维茨基都主教将其改为他的住所。护城河被填平，部分中世纪城墙被拆毁。列维茨基的夏宫可追溯到1820年代。1904年，安德烈·谢普提茨基都主教重建了拉伏拉。

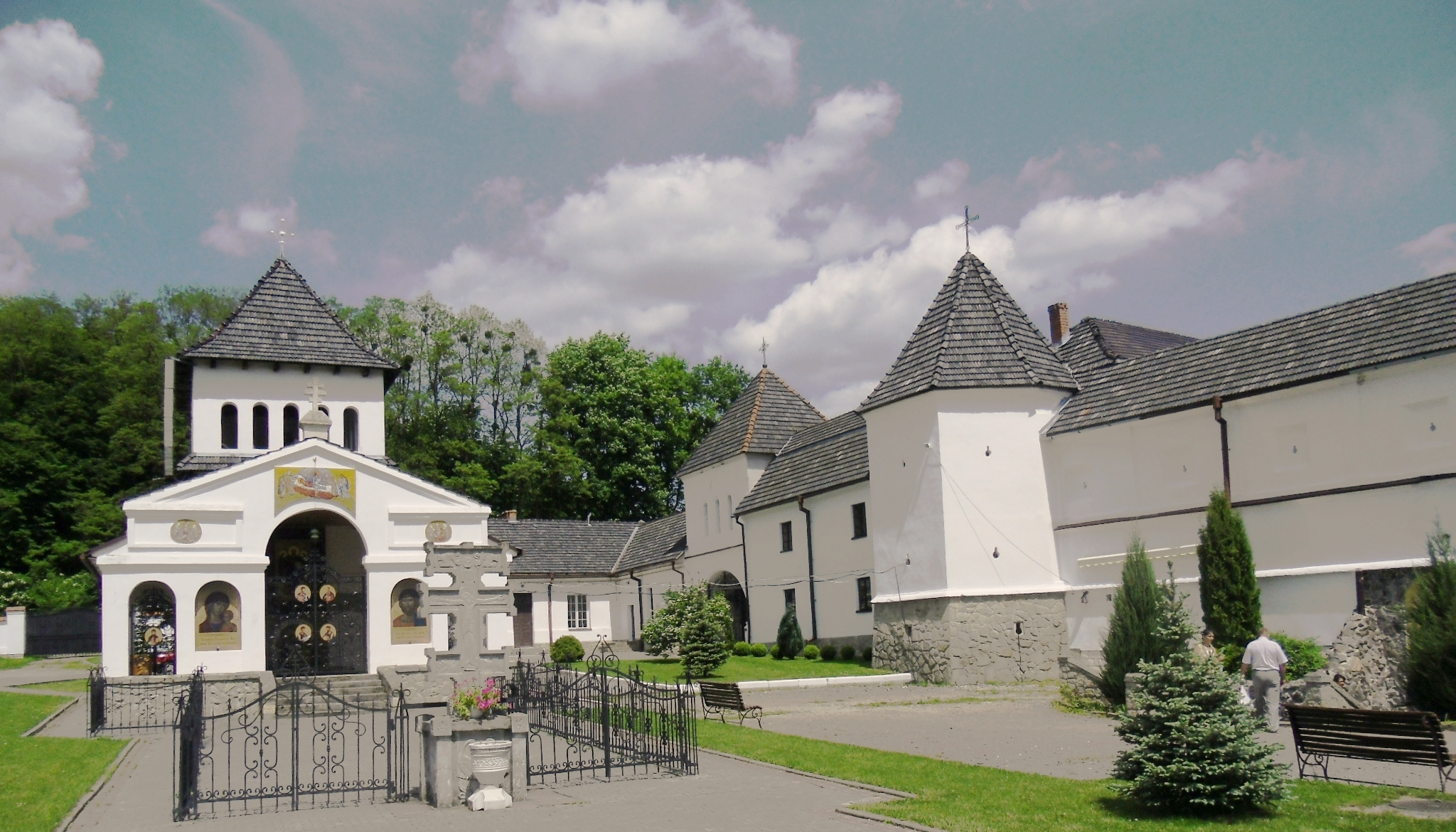
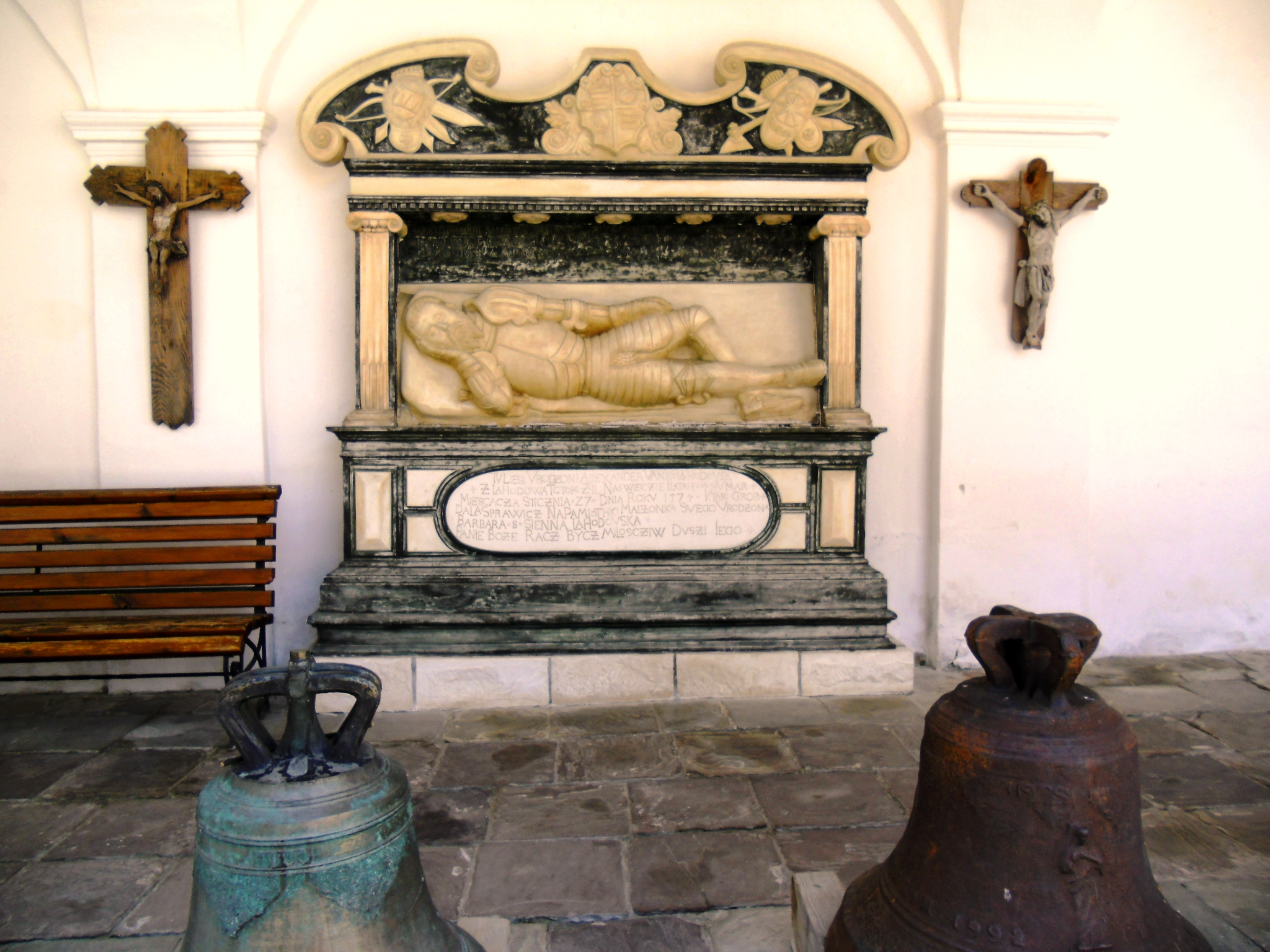
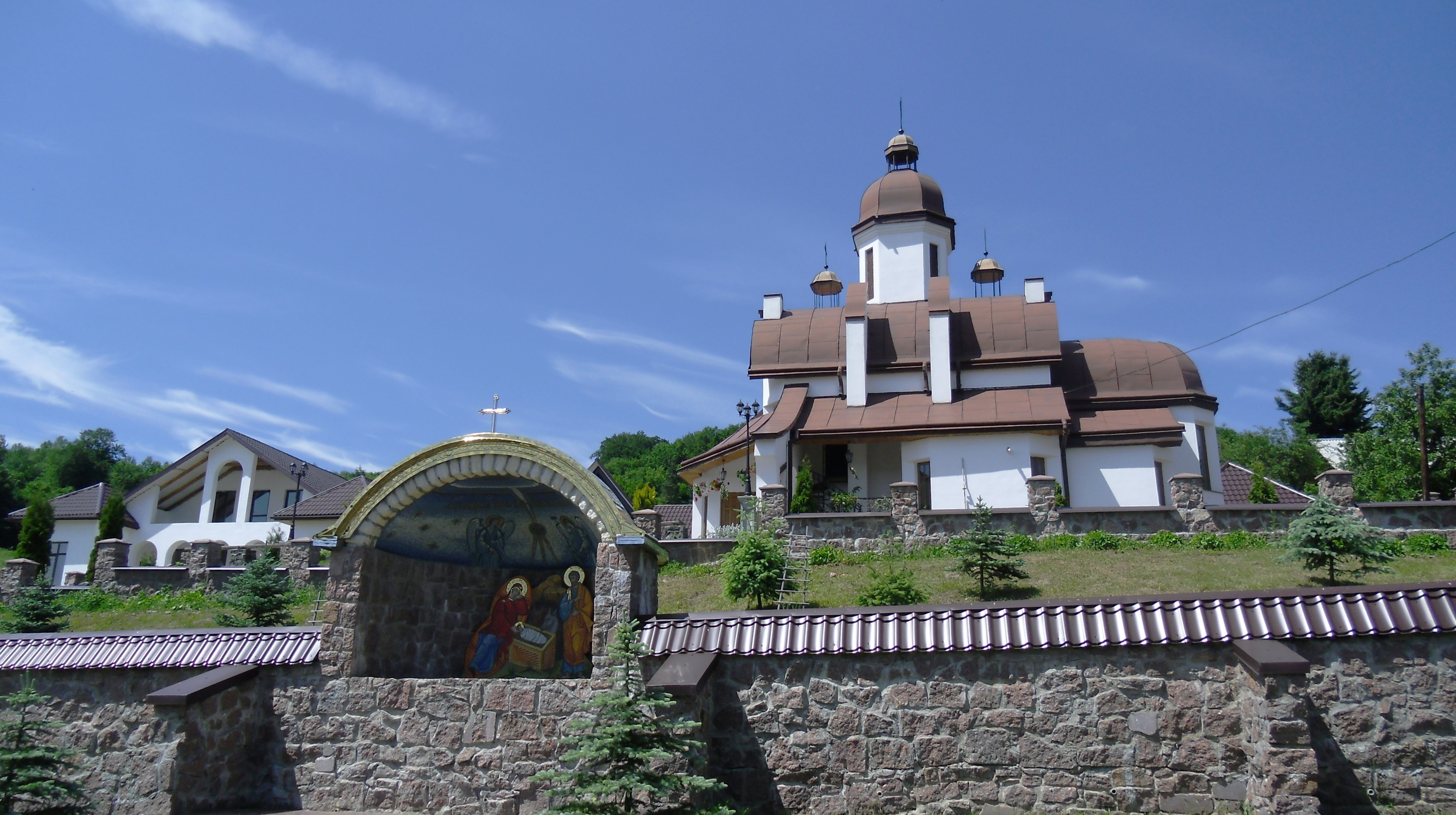